# Pengekat
En pengekat eller brystpung er en lille taske til at opbevare vigtige rejsedokumenter; såsom pas, valuta og andre vigtige dokumenter. Pengekatten er firkantet og flad, og hænger i en tynd rem rundt om halsen, under tøjet, så den er sværere at stjæle.